# Agenda 2000
El projecte d'Agenda 2000, presentada l'any 1997 per la Comissió Europea, sota el lema: «Agenda 2000: Per una Unió més forta i més àmplia». El mencionat projecte va partir de la sol·licitud dels estats membres per a la creació de dictàmens sobre les noves candidatures de països per a la seva adhesió a la Unió Europea, i la seva repercussió financera. A l'informe es confirmava la necessitat de mantenir la política econòmica i social, fomentar l'ocupació i mantenir el rigor financer i pressupostari.
Es va posar un gran èmfasi en el desenvolupament rural, i s'ha convertit en el «segon pilar» de la Política Agrícola Comuna (PAC), amb la principal responsabilitat de respectar el medi ambient.
- Preus més baixos.
- Prima única per hectàrea.
- Redistribució de l'ajut al desenvolupament rural.